# Vinh An Hoàng quý phi
Vinh An Hoàng quý phi Diêm thị (chữ Hán: 榮安皇貴妃阎氏, ? - 1541), là một phi tần của Minh Thế Tông Gia Tĩnh Hoàng đế. Bà là Hoàng quý phi đầu tiên của Minh Thế Tông được truy phong sau khi chết, hai người sau này được tấn phong là Trang Thuận Hoàng quý phi Thẩm thị cùng Đoan Hòa Hoàng quý phi Vương thị.

## Minh triều tần phi
Hoàng quý phi họ Diêm (阎), là người Sơn Tây. Bà nhập cung năm 1531, Diêm thị được phong Lệ tần (丽嫔), một trong Cửu tần ngụ ở hoàng cung. Ngày 4 tháng 3, khi được sơ phong, Diêm thị đứng thứ 3 trong số Cửu tần. Ngoài Diêm thị, còn 8 người nữa là: Đức tần Phương thị, Khang tần Đỗ thị, Hy tần Thẩm thị, Trang tần Vương thị, Hiền tần Trịnh thị, Hòa tần Lư thị, Cung tần Giang thị. Năm thứ 12 (1533), bà sinh hạ hoàng trưởng tử Chu Tái Cơ, rất được Minh Thế Tông thương yêu. Tuy nhiên hoàng tử chết yểu hai tháng sau đó, truy phong là Ai Trùng thái tử (哀沖太子), táng tại Thiên Thọ Sơn, Minh Thập Tam lăng. Sau đó bà không hoài thai lần nào nữa.
Năm thứ 13 (1534), Hoàng hậu Trương Thất Tỉ bị phế mà không rõ lý do, có thuyết cho rằng Trương Hoàng hậu đã nói giúp em trai của Hiếu Thành Kính Thái hậu, khiến Gia Tĩnh Đế giận dữ mà phế truất bà, giam vào biệt cung. 9 ngày sau, Hoàng đế lập Đức tần Phương thị làm Hoàng hậu. Lúc này Hy tần Thẩm thị, 14 tuổi, được sách phong làm Thần phi (宸妃). Năm ấy Lệ tần Diêm thị cũng được tấn phong Lệ phi (丽妃), hai vị là hai người có tốc độ thăng vị nhanh nhất trong hậu cung, cho thấy lúc này Diêm thị rất được sủng ái.
Năm thứ 15 (1536), Lệ phi Diêm thị cùng Thần phi Thẩm thị tấn phong Quý phi. Lúc này các vị phi tần khác mới được sắc phong, như Vương Trang tần phong Chiêu phi, Đỗ Khang tần phong Khang phi,... Lúc này bà còn rất trẻ, có lẽ chưa đến đôi mươi, dựa vào phân vị cao quý mà có thể đoán định bà cơ hồ đắc sủng nhất nhì hậu cung cùng Thần quý phi.
Năm 1541, Quý phi Diêm thị qua đời, không rõ bao nhiêu tuổi. Sau này, Minh Mục Tông phong cho bà làm Hoàng quý phi, dâng thụy hiệu Vinh An Huệ Thuận Cung Hi Hoàng quý phi
(榮安惠順端僖皇貴妃) kính gọi là Vinh An Hoàng quý phi (榮安皇貴妃阎氏), táng tại Tang lăng.